# Zdzisław Marian Gasz
Zdzisław Marian Gasz (ur. 8 grudnia 1937 w Wiśle) – geograf, emerytowany nauczyciel, turysta i krajoznawca, działacz społeczny w PTSM oraz w PTTK, Członek Honorowy PTTK.

## Wykształcenie
W 1961 r. ukończył studia geograficzne na Uniwersytecie Wrocławskim.

## Praca zawodowa
Pracę zawodową rozpoczął w Piechowicach jako nauczyciel geografii w Szkole Podstawowej nr 1.
Od 1972 r. wizytator przedmiotowy geografii w mieście Piechowicach i powiecie jeleniogórskim, od 1974 r. wizytator turystyki i krajoznawstwa oraz Szkolnych Schronisk Młodzieżowych.
W 1975 r. po utworzeniu województwa jeleniogórskiego rozpoczął pracę jako wizytator w Kuratorium Oświaty i Wychowania.

## Działalność społeczna
Działacz PTTK od 1956 r. i PTSM od 1974 r., popularyzator turystyki i krajoznawstwa wśród młodzieży szkolnej.
PTTK
W ramach PTTK od 1956 r. działał w Oddziale Międzyuczelnianym PTTK we Wrocławiu. Po studiach w latach 1961-72 pełnił funkcje opiekuna Szkolnego Koła Krajoznawczo-Turystycznego w Piechowicach. W swej działalności pełnił różnorodne funkcję, był m.in. członkiem Wojewódzkiej Komisji Młodzieżowej Zarządu Wojewódzkiego PTTK, prezesem i wiceprezesem Zarządu Wojewódzkiego PTTK w Jeleniej Górze.
W latach 1989–1993 był członkiem, w latach 1993-2001 wiceprzewodniczącym Rady Programowej ds. Młodzieży Szkolnej ZG PTTK.
PTSM
W ramach PTSM współtworzył od 1975 r. Oddział Wojewódzki PTSM w województwie jeleniogórskim, w latach 1975-1995 pełnił funkcję sekretarza, od 1995 r. prezesa. W latach 1977–2002 pełnił różne funkcje w Zarządzie Głównym PTSM, sekretarza a w latach 1986-2002 wiceprezes i przewodniczący dwóch komisji: rozwoju schronisk i współzawodnictwa schronisk młodzieżowych. Inicjator rozwoju sieci szkolnych schronisk młodzieżowych w województwie jeleniogórskim np. "Sokolik", "Michałek", "Skalnik" i innych, zainicjował powstanie 8 schronisk stałych.
Turystyka i krajoznawstwo
W latach 1976–1999 organizator eliminacji województwa jeleniogórskiego Ogólnopolskiego Turnieju Turystyczno-Krajoznawczy PTTK, a od 1976 r. eliminacji wojewódzkich do Konkursu Krasomówczego Młodzieży Szkolnej PTTK.
Pomysłodawca i organizator wielu imprez i szkoleń dla młodzieży szkolnej m.in. Jeleniogórskich Rajdów Młodzieży Szkolnej („Kuratorka” od 1974 r.), Rajdu Dziatwy Szkolnej „Piechotka” (od 1984 r.), Ogólnopolskiego Kursu Nauczycieli – Kandydatów na Przodowników Turystyki Górskiej (od 1983 r.), wycieczek szkoleniowych dla nauczycieli (od 1983 r.).
Inicjator akcji "Czyste Góry" podczas Jelenigórskich Rajdów Młodzieży Szkolnej, na których młodzież porządkuje szlaki Karkonoskiego Parku Narodowego i parków krajobrazowych.
Posiada uprawnienia z zakresu turystyki:
- Honorowy Przodownik Turystyki Górskiej i Pieszej
- Zasłużony Instruktor Krajoznawstwa
- Instruktor Kształcenia Kadr PTTK
- Przewodnik Sudecki PTTK II kl.

## Odznaczenia i wyróżnienia
Państwowe:
- Krzyż Kawalerski Orderu Odrodzenia Polski
- Złoty Krzyż Zasługi
- Medal „Za zasługi dla obronności kraju”
- Medal Komisji Edukacji Narodowej
- Odznaka „Zasłużony Działacz Turystyki”
- Odznaka „Zasłużony Działacz Kultury”

Za działalność w PTTK:
- Członkostwo Honorowe PTTK (2009)
- Złota Honorowa Odznaka PTTK,
- Medal 50-lecia PTTK,
- Medal 50-lecia Komisji Turystyki Pieszej,
- Złota Odznaka Zasłużony w pracy PTTK wśród młodzieży
- Tytuł i Medal Nauczyciela Kraju Ojczystego (2011)[1]

## Publikacje
- Zdzisław Gasz, Wspomnienia o "Profesorze" Ligenzie, Jelenia Góra, Jeleniogórskie Centrum Informacji i Edukacji Regionalnej "Książnica Karkonoska", 2010
- Zdzisław Gasz, Kronika 20 lat Wojewódzkich (Regionalnych) Przeglądów Piosenki Turystycznej i Ekologicznej Jelenia Góra-Zgorzelec, Poligrafia Ad Rem, 2009.
- Zdzisław Gasz, Perłowe gody "Sokolika" w Strużnicy (1974-2004), Jelenia Góra, 2004
- Jerzy Kucharski, Zdzisław Gasz; Szklarska Poręba i okolice: szkolne schroniska młodzieżowe regionu jeleniogórskiego, Chojnów, KGS-Tour, 1998
- Zdzisław Gasz (Red.), 30-lecie Szkolnego Schroniska Młodzieżowego "Skalnik" w Bukowcu, Jelenia Góra 2006.
- Leonarda Kurpiewska, Zdzisław Gasz (Red.), Srebrny jubileusz Piechowickich Rajdów Dziatwy Szkolnej "Piechotka" (1985-2009), Piechowice, Jelenia Góra Wydawnictwo-Poligrafia Ad Rem, 2009.